# 'Ndrangheta

La región de Calabria en el mapa de Italia.

La 'Ndrangheta (pronunciación en italiano: /nˈdraŋɡeta/; AFI: [(ɳ)ˈɖɽaɲɟɪta], término calabrés proveniente del vocablo griego antiguo: ἀνδραγαθία, andragathía, palabra formada por ἀνδρ - hombre - y αγαθία - virtud o bondad - lo que lleva a "hombría" y "coraje") es una organización criminal italiana, de connotación  mafiosa, cuyo epicentro es la región de Calabria. 
Se la considera como uno de los grupos de crimen organizado más poderosos del mundo. Está caracterizada por una estructura piramidal formada por clanes territorialmente autónomos conocidos como 'ndrine, basados generalmente, aunque no exclusivamente, en lazos de sangre. Actualmente, su principal actividad es el narcotráfico, pero también se dedica al tráfico de armas, lavado de dinero, proxenetismo, extorsión, usura, trata de personas y vertidos ilegales de residuos, entre otros.
La 'Ndrangheta constituye, en la actualidad, la única organización criminal considerada de alcance global, debido a su presencia estable en los cinco continentes a través de sus ya mencionadas  'ndrine (células o unidades operativas de afiliados), que han sido detectadas en un gran número de países en todo el mundo. Según un informe de Europol de 2013, la 'Ndrangheta es la organización criminal más rica a nivel global.

## Características
Varias agencias italianas contra el crimen organizado estimaron, en 2007, que la 'Ndrangheta tenía ingresos anuales de alrededor de unos 35-40 mil millones de € (50-60 mil millones de dólares de Estados Unidos), que asciende alrededor del 3,5% del PIB de Italia. Una posterior investigación de la DIA (Direzione Investigativa Antimafia), realizada en 2022, estima que los ingresos anuales de la 'Ndrangheta superen los 150 mil millones de €.
Estos provienen principalmente del narcotráfico y del tráfico de armas, pero también de empresas aparentemente legales como la construcción, los restaurantes, la hostelería y los supermercados.
La principal diferencia de la Cosa Nostra siciliana, reside en los métodos de reclutamiento. La 'Ndrangheta recluta a sus miembros siguiendo el criterio de la relación de sangre, de lo que resulta una extraordinaria cohesión dentro del clan familiar, la cual contribuye a la dificultad para investigar esta organización. Normalmente se espera que los hijos de 'ndranghetisti sigan los pasos de sus padres, pasando por un proceso de aprendizaje durante su juventud que los lleva a convertirse en picciotti onorati (jóvenes de honor) antes de pasar a entrar en la organización como uomini d’onore (hombres de honor). La existencia de pentiti (arrepentidos) entre los  'ndranghetisi es escasa. En el curso de más de un siglo, hasta el año 2002, se han contado solo 157 arrepentidos entre los calabreses, varios de los cuales incluidos por el Estado italiano en el programa nacional de protección de testigos en las últimas décadas.
Las acusaciones en Calabria se ven obstaculizadas también por el hecho de que los jueces y fiscales italianos que tengan una calificación alta en los exámenes pueden escoger su desplazamiento y, en consecuencia, muchos de estos prefieren trabajar lejos de los peculiares y delicados asuntos jurídicos de Calabria. Al mismo tiempo, debido al poder de la 'Ndrangheta, pocos civiles están dispuestos a hablar en contra de la organización. 

## Rituales
El ritual de iniciación es paralelo pero algo diferente al de las otras mafias italianas, sin embargo, al igual que ellas, intenta revestirse de origen mítico y de una moral familiar honorable para encubrir su  contexto delincuencial y la condición de criminales profesionales de los afiliados.
El «juramento de afiliación» o de paso de un grado a otro, con una antigüedad de más de un siglo, se hace ante un revólver y una pastilla de cianuro con la siguiente advertencia: «Desde este momento no os juzgan los hombres, os juzgáis vosotros mismos. Si habéis cometido una falta grave, vosotros mismos juzgáis qué camino seguir: o suicidarse con cianuro o dispararse con el revólver. Debéis reservar siempre una bala del cargador. Esa última bala es para vosotros». En el caso de que fuesen interrogados por la policía, se les advierte de recurrir a la omertà: «Si os preguntan de quién sois hijos, tenéis que responder: mi padre es el Sol y mi madre es la Luna» (dos símbolos esotéricos habituales en la ‘Ndrangheta). El oficial que toma el juramento evoca figuras religiosas como el Arcángel Miguel, o lo hace en nombre de personajes mitológicos surgidos de novelas populares en la Europa del siglo XIX, como es el caso de tres hipotéticos caballeros españoles que, según una de las leyendas de la mitología mafiosa, habrían sido custodios de los códigos "de honor" utilizados por las tres principales asociaciones criminales italianas: la Cosa Nostra siciliana, la Camorra napolitana y la ‘Ndrangheta calabresa. Se trata de tres apotropaicos caballeros mitológicos conocidos con los nombres de fantasía: Osso, Mastrosso y Carcagnosso, y reemplazados, ocasionalmente, por los tres Reyes Magos.
Por el contrario, en «La Santa», que constituye el nivel más alto de la 'Ndrangheta, se ingresa invocando a figuras históricas reales, como Garibaldi, Mazzini y Alfonso La Marmora, héroes nacionales italianos y antiguos jefes de la Masonería, pues las mafias italianas toman buena parte de sus rituales de las sociedades masónicas. Así, en los ritos de iniciación, se remarca el concepto del "honor" y se advierte de que quien lo traicione merece un castigo violento: «Bajo la luz de las estrellas y el esplendor de la Luna, formo la Santa Cadena. En el nombre de Garibaldi, Mazzini y La Marmora, con palabras de humildad, formo la Santa Sociedad. Juro renegar de todo mi pasado hasta la séptima generación, para salvaguardar el honor de mis sabios hermanos». El motivo de estos rituales es, según Isaia Sales, autor de varios libros sobre mafias: "Imbuir un fuerte sentido de pertenencia a una élite criminal y a la vez diferenciarse de la criminalidad organizada común, tratando de ennoblecer su violencia y de darle un valor social".
En la iniciación se utilizan varios objetos cargados de gran simbolismo esotérico: un limón, una aguja (con la que se hará un pinchazo) y una pastilla. El limón simboliza la Tierra y representa lo ácido de la vida. El pinchazo con la aguja en un dedo sella la hermandad de sangre. Y la pastilla es el veneno que se deberá tragar en caso de fracaso, infamia o deshonra.

## Organización
En la 'Ndrangheta existen alrededor de cuatrocientos clanes, llamados  'ndrine (singular  'ndrina), con un total de sesenta mil afiliados esparcidos por toda Italia y en al menos otros treinta países del mundo. Más de la mitad de los clanes proceden de la Provincia de Reggio Calabria, mientras que los restantes son originarios de las demás provincias de la región de Calabria (es decir, de las provincias de Vibo Valentia, Catanzaro, Crotona y Cosenza). Varias de las familias más poderosas de la 'Ndrangheta se concentran en las pequeñas aldeas de la zona montañosa del Aspromonte (como Platì, Locri, San Luca, Africo y Altomonte, entre otras), en la  ciudad más grande de la región: Regio de Calabria, y en la capital regional: Catanzaro. El pequeño pueblo de San Luca es considerado el "lugar sagrado de la 'Ndrangheta". Según un ex 'ndranghetista: "Casi todos los habitantes varones de San Luca pertenecen a la 'Ndrangheta, y el Santuario della Madonna di Polsi ha sido, durante siglos, el lugar de reunión de todos los afiliados". Los jefes de las  'ndrine que están fuera de Calabria, algunas en sitios tan lejanos como Canadá y Australia, asisten regularmente a las reuniones en el Santuario de Polsi. Algunas de las más poderosas familias de la 'Ndrangheta son: Mancuso, D'Alessandro,
Pelle, Vottari, Pesce, Condello, Bellocco, Nirta, Strangio, Barbaro, Acquino, Trimboli, Commisso, Piromalli, Molè, Arena, Farao y Morabito.

## Estructura de poder
Durante muchos años, el equilibrio de poder de las familias individuales fue el único cuerpo regulador que regía la organización, habiéndose mantenido, las  'ndrine, como los auténticos centros de poder, incluso después de la estabilización piramidal en la estructura de la Cosa Nostra. En la 'Ndrangheta no se estabilizó una superestructura de tipo piramidal hasta la segunda mitad del siglo XX, cuando fue formada como resultado de las renegociaciones que pusieron fin a décadas de faide (sangrientas disputas) entre las familias.
Como ya se ha dicho, la 'Ndrangheta mantuvo una organización de tipo horizontal durante mucho tiempo. Sin embargo, gracias a la información de testigos y a la investigación policial, se logró descubrir que la estructura de la 'Ndrangheta ha dejado de ser horizontal en las últimas décadas y se ha vuelto de tipo piramidal, similar a la de Cosa Nostra. Existe un jefe situado en la cúspide de la organización que solo ayuda en la resolución de conflictos, e inmediatamente después en la escala de poder una estructura decisoria llamada "La Provincia" formada por los jefes de las principales 'ndrine. A continuación existen otros organismos intermedios. También cuenta la organización con un "tribunal" que resuelve las disputas internas. Todos los miembros de la 'Ndrangheta, tanto los residentes en Calabria como los que ejercen en otras partes de Italia y en el extranjero, le deben obediencia a La Provincia.

### Estructuras
- 'Ndrina
- Locale
- Mandamento
- Camera di compensazione
- Crimine
- Provincia

### Grados y funciones
Los grados son llamados Doti (singular: Dote), y desde el más bajo son:
Sociedad Minor (Società Minore):
- Picciotto
  - Picciottu di giornata
  - Picciottu di sgarro
- Camorra
  - Camorrista semplice
  - Camorrista di fibbia
  - Camorrista di sgarro
  - Libero e vincolato
- Sgarro
  - Sgarrista di sangue
  - Sgarrista definitivo

Sociedad Major (Società Maggiore):
- Santa
  - Vangelo
  - Quartino
  - Trequartino
  - Padrino
  - Crociata
  - Stella
- Mammasantissima
  - Infinito
  - Conte Ugolino

Mientras las siguientes son las funciones dentro de un locale (organización de una área con más 'ndrinas):
- Picciotto
- Mastro di Giornata
- Contabile
- Capo crimine
- Capo locale

## Actividad
De acuerdo a la DIA (Direzione Investigativa Antimafia, Departamento de Policía de Italia contra el crimen organizado) y la Guardia di Finanza (Policía Financiera, Antinarcóticos y de Aduanas Italiana), la "'Ndrangheta es actualmente una de las más poderosas organizaciones criminales en el mundo". Sus actividades económicas incluyen el tráfico internacional de cocaína y de armas, estimando los investigadores italianos que alrededor del 80% de la cocaína europea pasa por el puerto calabrés de Gioia Tauro, siendo controlada por la 'Ndrangheta. Sin embargo, de acuerdo con un informe del Observatorio Europeo de las Drogas y las Toxicomanías (EMCDDA) y de Europol, buena parte de la cocaína importada en Europa por la 'Ndrangheta ingresa en el continente a través de los puertos de Róterdam, Amberes, Hamburgo y de la península ibérica.
Otras actividades incluyen el blanqueo de dinero a través de grandes contratos de obra pública, el tráfico de residuos peligrosos, el lavado de dinero y crímenes tradicionales como la usura y la extorsión. La 'Ndrangheta suele invertir sus beneficios ilegales en actividades legales como la financiera o la construcción de viviendas.
De acuerdo a Eurispes (European Institute of Political, Economic and Social Studies), el volumen de negocio de la 'Ndrangheta, en 2007, se estimaba en alrededor de 44.000 millones de EUR, aproximadamente el 2.9% del PIB italiano, cifra que ha crecido ulteriormente en los últimos años, hasta llegar a los 55.000 millones de EUR en 2019.
| Actividad ilegal                          | Ingreso           |
| ----------------------------------------- | ----------------- |
| Tráfico de drogas                         | € 27 240 millones |
| Empresas comerciales y contratos públicos | € 5 733 millones  |
| Prostitución                              | € 2 867 millones  |
| Extorsión y usura                         | € 5 017 millones  |
| Tráfico de armas                          | € 2 938 millones  |
| Total                                     | € 43 795 millones |

## Actividad fuera de Italia
La 'Ndrangheta ha tenido una notable capacidad para establecer sucursales en el extranjero, principalmente a través de la migración. La superposición de sangre y de la familia mafiosa parece haber ayudado a la 'Ndrangheta a ampliarse más allá de su territorio tradicional: "El vínculo familiar no solo ha trabajado como un escudo para proteger los secretos y aumentar la seguridad, sino que también ayudó a mantener la identidad en el territorio de origen y reproducirlo en territorios a los que la familia ha emigrado". La Questura di Roma informó que las  'ndrine (células o unidades operativas de afiliados  'ndranghetisti) en los cinco continentes y en al menos otros treinta países del mundo. Por ejemplo, se encontraron  'ndranghetisti en la ciudad de Hamilton (Ontario), Canadá, hace ya varias décadas. Se sabe de la llegada de afiliados a la asociación mafiosa en Latinoamérica, principalmente en 
Argentina y Uruguay, en conexión con Venezuela, Estados Unidos e Italia. Además se conoce de otras familias en México y Perú, como la 'ndrina Mancuso-Ansaldi. Bolivia, Ecuador y Colombia son puntos de referencia para la compra de cocaína que posteriormente es enviada a Europa a través de diferentes rutas y escalas, mientras países de economía fructífera (como 
Panamá) son punto de referencia para las familias que invierten sus intereses en fábricas industriales, acciones de las principales bolsas de valores, adquisición de bienes raíces y blanqueo de dinero.
La noche del 14 al 15 de agosto de 2007 fueron asesinadas en Duisburgo (Alemania) seis personas afiliadas a uno de los dos clanes más influyentes del pueblo de San Luca, en Calabria. Se presume que fue un ajuste de cuentas, ya que uno de los asesinados había participado, supuestamente, en el asesinato de la esposa del jefe del clan rival.
El 10 de mayo de 2009 fue arrestado Salvatore Coluccio, en Roccella Ionica, (Calabria). Era considerado uno de los mayores jefes de la 'Ndrangheta.
El lunes 26 de abril de 2010, la policía italiana arrestó a Giovanni Tegano, jefe de uno de los clanes más importantes de la 'Ndrangheta. Tegano, prófugo desde 1993, estaba incluido en la lista de los 30 criminales más buscados de Italia. Fue arrestado cerca de Reggio Calabria el lunes por la noche, según informaron varias agencias noticiosas. Tegano había sido condenado en ausencia a cadena perpetua por asesinato, asociación criminal y tráfico de armas.
El 13 de julio de 2010, tras una macro operación policial, el entonces capo supremo de la ‘Ndrangheta, Domenico Oppedisano, fue detenido. Junto a él fueron puestos a disposición judicial más de trescientas personas.
En julio de 2010, se desmanteló en Venezuela la operación "Tamanaco", que lleva el nombre del hotel donde se hacían las reuniones entre los capos de la 'Ndrangheta, los narcotraficantes colombianos y el intermediario Vittorio Belgiovane, quien hacía de referencia para los mafiosos sicilianos (Cosa Nostra) presentes en el territorio venezolano.
En noviembre de 2011, se encuentra la ubicación de la  'ndrina Mancuso en Argentina. El poder de esta 'ndrina es comandado por el bisnieto de un capo de la 'Ndrangheta'(se calcula la edad entre 30 a 35 años), sin saber su verdadero nombre (puesto que es muy hábil para permanecer en el anonimato), el cual financiaba armas y drogas a Sicilia y Calabria.
El 26 de abril de 2013, una acción coordinada entre la policía italiana, colombiana y la Interpol permitió el arresto en Medellín (Colombia) del narcotraficante Domenico Trimboli (conocido como "Pasquale"), uno de los mafiosos más buscados de la 'Ndrangheta calabresa, condenado a más de doce años de prisión por tráfico de drogas. Trimboli, de 59 años, está acusado de ser uno de los miembros más activos y peligrosos de los cárteles colombianos y de ser el responsable del envío de ingentes cantidades de droga a Europa procedentes de Latinoamérica.

### Alemania
Según un estudio del servicio de inteligencia exterior alemán, el Bundesnachrichtendienst, los grupos de la 'Ndrangheta están utilizando Alemania para invertir el dinero procedente del tráfico de drogas y armas. Los beneficios se invierten en hoteles, restaurantes y viviendas, especialmente a lo largo de la costa báltica y en los estados de Turingia y Sajonia. Los investigadores creen que las bases de la mafia en Alemania se utilizan principalmente para transacciones financieras clandestinas. En 1999, la Oficina de Investigación Criminal del estado de Stuttgart investigó a un italiano de San Luca que supuestamente había blanqueado millones a través de un banco local, la Sparkasse Ulm. El hombre afirmó que dirigía un concesionario de coches rentable, y las autoridades no pudieron demostrar que el negocio no fuera la fuente de su dinero. El Bundeskriminalamt concluyó en 2000 que «las actividades de este clan de la 'Ndrangheta representan un fenómeno criminal multirregional».
Una guerra entre los dos clanes de la 'Ndrangheta, Pelle-Romeo (Pelle-Vottari) y Strangio-Nirta de San Luca, que había comenzado en 1991 en su ciudad natal en Calabria y resultó en varias muertes, se extendió a Alemania en 2007; seis hombres fueron asesinados a tiros frente a un restaurante italiano en Duisburg el 15 de agosto de 2007.

### Argentina
En noviembre de 2006, se desmanteló una red de tráfico de cocaína que operaba en Argentina, España e Italia. La policía argentina dijo que la 'Ndrangheta tenía raíces en el país y enviaba cocaína a través de España a Milán y Turín. 
En 2020, Ferdinando Sarago, fue detenido por personal de la División Investigación Federal de Fugitivos y Extradiciones de la Oficina Central de Interpol Argentina en Las Cañitas, donde residía. En otros operativos policiales llevados a cabo en Palermo y Cañuelas, fueron detenidos Fabio Pompetti y Giovanni Di Pietro, ambos intermediarios de la mafia calabresa, e investigados por la justicia desde 2017. En octubre de 2022, un líder de la 'Ndrangheta, Carmine Alfonso Maiorano, responsable de operaciones de tráfico de drogas y armas entre América Latina y Europa, fue capturado en Guernica, Buenos Aires, después de años de persecución.
Actualmente, la actividad de la 'Ndrangheta en territorio argentino se ha expandido. La justicia local tiene en la mira a varios sospechos de estar involucrados directa e indirectamente con la 'Ndrangheta, como Nicolás Cabrera Hintze (descendiente de calabreses), sospechoso de integrar la red mafiosa en Mendoza.Rocco Morabito, famoso miembro de la 'Ndrangheta, estuvo en el país mientras estaba prófugo de la justicia italiana. Bruno Ezequiel Díaz, un argentino de 22 años condenado por asesinato, fue uno de los presos que se fugó junto a Morabito de una cárcel uruguaya, en 2019.

### Bélgica
Los clanes de la 'Ndrangheta compraron casi "un barrio entero" de Bruselas con dinero blanqueado procedente del tráfico de drogas. El 5 de marzo de 2004, 47 personas fueron detenidas, acusadas de tráfico de drogas y blanqueo de dinero para comprar inmuebles en Bruselas por unos 28 millones de euros. Las actividades se extendieron a los Países Bajos, donde el clan Pesce-Bellocco había comprado grandes cantidades de heroína y cocaína a Rosarno y el clan Strangio a San Luca.

### México
Según algunos informes, la 'Ndrangheta trabaja en conjunto con cárteles mexicanos en el tráfico de drogas, como por ejemplo con el ejército mercenario conocido como Los Zetas.

### Países Bajos
Sebastiano Strangio supuestamente vivió durante 10 años en los Países Bajos, donde gestionaba sus contactos con los cárteles colombianos de la cocaína. Fue detenido en Ámsterdam el 27 de octubre de 2005. En marzo de 2012, el jefe de la Brigada Nacional de Lucha contra el Crimen declaró que el organismo se asociaría con la Administración Tributaria y Aduanera y el Servicio de Información e Investigación Fiscal para combatir a la 'Ndrangheta.

### Reino Unido
En Londres, se cree que los clanes Aracri y Fazzari están activos en el lavado de dinero, la restauración y el tráfico de drogas.

### Uruguay
El 24 de junio de 2019, Rocco Morabito escapó de la Prisión Central de Montevideo junto con otros tres reclusos a través de un agujero en el techo del edificio. Morabito estaba a la espera de ser extraditado a Italia por tráfico internacional de drogas, tras haber sido arrestado en un hotel de Montevideo en 2017 después de vivir en Punta del Este con un nombre falso durante 13 años.